# Cry (Just a Little)
Cry (Just a Little) is een single van de Nederlandse dance-act Bingo Players uit 2011.

## Achtergrond
Cry (Just a Little) is geschreven door Scott Cutler, Brenda Russell en Jeff Hull en geproduceerd door Bingo Players. Het nummer samplet Piano in the Dark van Brenda Russell en Joe Esposito. De vocalen op het nummer zijn op naam van Kelli-Leigh en Hal Ritson. Op het moment dat Cry (Just a Little) werd uitgebracht, hadden de twee leden van de dance-act nog een kantoorbaan. Dit veranderde nadat het nummer positief werd ontvangen. De single heeft in Nederland de gouden status.

## Hitnoteringen
Het nummer was vooral in Nederland een hit, met de zevende plaats in de Single Top 100 en de negende plek in de Top 40, maar het stond ook in de hitlijsten van Vlaanderen en het Verenigd Koninkrijk.